# Волоаве
Волоаве (рум. Voloave) — село в Молдові у Сороцькому районі. Входить до складу комуни, центром якої є село Паркани.